# Campeonato Africano de Atletismo de 2012 - Salto triplo feminino
A prova do salto triplo feminino do Campeonato Africano de Atletismo de 2012 foi disputada no dia 1 de julho de 2012 no Estádio Charles de Gaulle em Porto Novo,  no Benim. 

## Recordes
Antes desta competição, os recordes mundiais e do campeonato nesta prova eram os seguintes:
|                       | Nome                   | Nacionalidade | Distância | Local      | Data                 |
| --------------------- | ---------------------- | ------------- | --------- | ---------- | -------------------- |
| Recorde mundial       | Inessa Kravets         | Ucrânia       | 15m 50cm  | Gotemburgo | 10 de agosto de 1995 |
| Recorde do campeonato | Françoise Mbango Etone | Camarões      | 14m 95cm  | Tunes      | 7 de agosto de 2002  |
| Recorde africano      | Françoise Mbango Etone | Camarões      | 15m 39cm  | Pequim     | 17 de agosto de 2008 |

## Medalhistas
| Ouro                | Prata                    | Bronze             |
| Sarah Nambawa (UGA) | Charlene Potgieter (RSA) | Jamaa Chnaik (MAR) |

## Cronograma
Todos os horários são locais (UTC+1).
| Data       | Hora  | Evento |
| ---------- | ----- | ------ |
| 1 de julho | 16:15 | Final  |

## Resultado final
| Posição           | Atleta               | Nacionalidade       | #1     | #2     | #3     | #4     | #5     | #6     | Resultados | Notas |
| ----------------- | -------------------- | ------------------- | ------ | ------ | ------ | ------ | ------ | ------ | ---------- | ----- |
| Medalha de ouro   | Sarah Nambawa        | Uganda              | 13.30  | x      | 13.59  | 13.86  | 13.90w | x      | 13.90w     |       |
| Medalha de prata  | Charlene Potgieter   | África do Sul       | 13.44  | 13.80  | 13.81w | x      | 13.90w | x      | 13.90w     |       |
| Medalha de bronze | Jamaa Chnaik         | Marrocos            | 13.22  | 13.40  | x      | 13.60w | 13.75  | x      | 13.75      |       |
| 4                 | Baya Rahouli         | Argélia             | 13.34  | 13.32  | 13.50  | x      | x      | x      | 13.50      |       |
| 5                 | Blessing Ibuknu      | Nigéria             | 13.02w | 13.17  | 13.37  | 13.07w | 13.35w | 13.44  | 13.44      |       |
| 6                 | Lecabela Quaresma    | São Tomé e Príncipe | x      | 13.25  | 13.24w | 12.89  | x      | –      | 13.25      |       |
| 7                 | Patience Ntshingila  | África do Sul       | x      | 13.18  | 13.10  | x      | x      | x      | 13.18      |       |
| 8                 | Enas Mansour         | Egito               | 12.52  | 12.68w | 12.97w | 12.78  | 12.86  | 12.85w | 12.97w     |       |
| 9                 | Mathilde Boateng     | Gana                | x      | 12.49  | 12.74  |        |        |        | 12.74      |       |
| 10                | Sangone Kandji       | Senegal             | 12.60  | x      | 11.86  |        |        |        | 12.60      |       |
| 11                | Sandrine Mbummin     | Camarões            | x      | 12.23  | 12.32w |        |        |        | 12.32w     |       |
| 12                | Linda Onana          | Camarões            | x      | x      | 12.15  |        |        |        | 12.15      |       |
| 13                | Janet Boniface       | Seicheles           | x      | x      | 11.77w |        |        |        | 11.77w     |       |
| 14                | Konan Akissi Issifou | Costa do Marfim     | x      | x      | 11.53  |        |        |        | 11.53      |       |
| 14 !              | Worokia Sanou        | Burquina Fasso      |        |        |        |        |        |        | DNS        |       |

Legenda
| Recorde mundial       | Recorde mundial (World record)               |                       | Recorde africano                      | Recorde africano (African) |                                           | Q | Classificado por posição (Qualified) |
| Recorde do campeonato | Recorde do campeonato (Championship record)  | Recorde da América    | Recorde da América (Americas)         | q                          | Classificado por melhor tempo (Qualified) |   |                                      |
| Melhor marca do ano   | Melhor marca do ano (World leading)          | Recorde asiático      | Recorde asiático (Asian)              | DNS                        | Não largou (Did not start)                |   |                                      |
| Recorde nacional      | Recorde nacional (National record)           | Recorde europeu       | Recorde europeu (European)            | DNF                        | Não terminou (Did not finish)             |   |                                      |
| Recorde pessoal       | Recorde pessoal do atleta (Personal best)    | Recorde da Oceania    | Recorde da Oceania (Oceania)          | DSQ / DQ                   | Desclassificado (Disqualified)            |   |                                      |
| Recorde da temporada  | Recorde da temporada do atleta (Season best) | Recorde sul-americano | Recorde sul-americano (South America) | NM                         | Sem marca (No mark)                       |   |                                      |